# Île de Caille
Pour les articles homonymes, voir Caille (homonymie).
L'île de Caille est une île de la Grenade situé dans l'archipel des Grenadines à 5 kilomètres de l'île de Grenade et au sud de l'Île Ronde dans le sud des Antilles. Cette vaste île de plus de 121 hectares est constituée de deux petites buttes volcaniques séparée par une plaine plate.
L'île est couverte d'une végétation très verte avec des cocotiers et autres arbres fruitiers. Les plages sont principalement situées au nord de l'île et de nombreuses baies forment le contour de l'île, l'île possède un réseau de sentiers piétons qui rendent sont accès très facile ainsi qu'une piste d'atterrissage. Il existe quatre maisons inhabitées avec l’électricité et un réservoir de 151 000 litres d'eau.Il s'agit d'une île privée dont le prix de vente d'environ 17 000 000 €. 

Carte de la Grenade